# Chronica majora

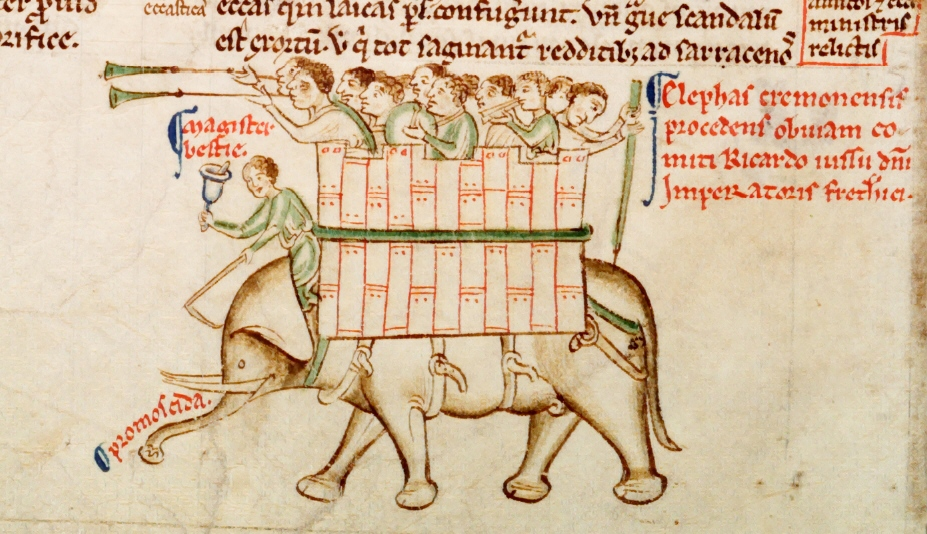
Ilustração de um elefante da Chronica majora, parte II, Biblioteca Parker.

Chronica Majora é uma importante crônica medieval manuscrita e ilustrada por Mateus de Paris de uma série de textos de sua obra sobre a história inglesa. Atualmente, conserva-se no Corpus Christi College da Universidade de Cambridge. Abarca o período 1240-1253. É sua obra histórica mais importante, mas contém menos ilustrações por página que as outras.
Os dois primeiros volumes encontram-se em Cambridge, enquanto o terceiro está vinculado ao História Anglorum da Biblioteca Britânica. Contém cem desenhos marginais, alguns mapas fragmentários, um itinerário e desenhos de página completa de Guillermo I.